# Gorham, New Hampshire
Gorham är en kommun (town) i Coos County i delstaten New Hampshire, USA med cirka 2 895 invånare (2000).